# Historia del uniforme del Club Nacional de Football

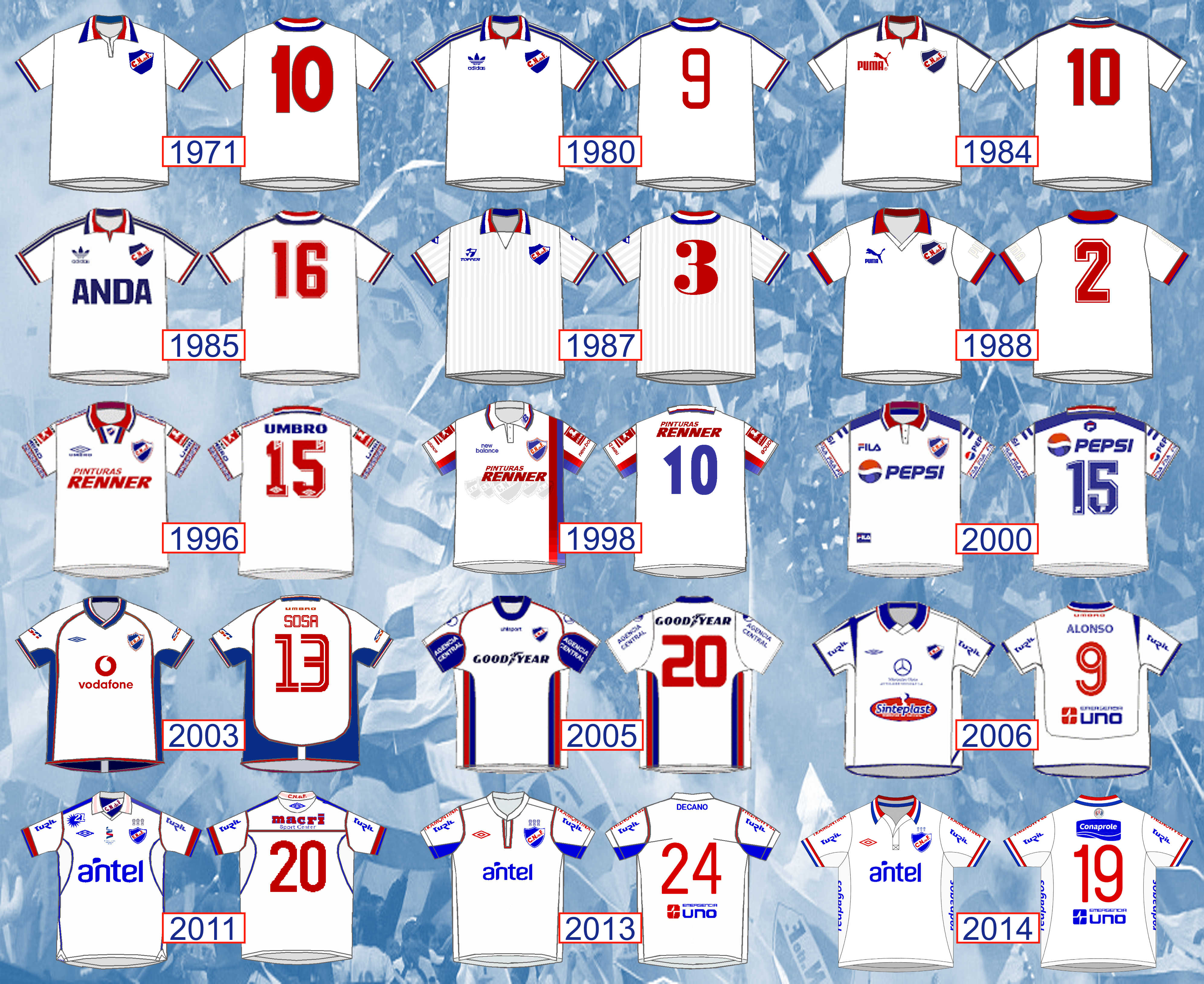
Algunas camisetas utilizadas por Nacional en las últimas décadas.

## Fundación y colores
A finales del siglo XIX, la incipiente práctica del fútbol en Uruguay estaba dominada por extranjeros residentes en el país, en particular de ascendencia británica, los cuales actuaban con mentalidad áulica y exclusivista, respecto a los uruguayos que gustaban practicar del novel deporte.
En ese contexto, sobre la base de una iniciativa de un grupo de estudiantes que buscaban la creación de una institución futbolística de corte netamente nacional —de ahí su denominación—, es que con tal motivo el 14 de mayo de 1899, en la casa de Ernesto Caprario —en la calle Soriano 99 de Montevideo—, se concretó la fusión del Uruguay Athletic Club —escisión del Albion— y el Montevideo Football Club, surgiendo de ella el Club Nacional de Football.
En la sesión constitutiva se eligieron los símbolos del club, los cuales fueron inspirados en la bandera de la Provincia Oriental creada por el prócer uruguayo, José Gervasio Artigas. El estatuto de Nacional establece que los uniformes deportivos de todos los equipos de la entidad deben componerse, tal como la bandera de José Artigas, con los colores azul, blanco y rojo.

## Uniforme titular

Bandera de Artigas, símbolo patrio del Uruguay.

En cuanto al uniforme, Nacional es de los pocos clubes del mundo que mantiene el mismo equipo deportivo y bandera desde el año 1902. La primera camiseta tenía los colores de la bandera de Artigas: la camisa roja, con cuello, bocamanga y cartera azules; además los jugadores llevaban un gorro rojo con una borla azul. El 24 de marzo de 1902, el equipo cambia su casaca por solicitud de la AUF, evitando la similitud de colores con el club Albion y además porque la camiseta roja se desteñía, definiendo un nuevo uniforme con camisa blanca con bolsillo —que provoca el apodo de bolsilludos y bolsos—, pantalón azul y una faja roja. El 30 de mayo de 1902, por moción de Caprario se resolvió el complemento del uniforme: una bandera con las iniciales C. N de F. que debía colocarse sobre el bolsillo de la camisa. Desde entonces, el uniforme oficial ha permanecido inalterado, con la desaparición del cinturón rojo y el bolsillo en la camisa, y con la excepción del uso de pantalón y medias blancas en ocasiones especiales.
En mayo de 2018 Nacional fue noticia porque se encontró una camiseta del año 1904, siendo la camiseta no restaurada más antigua del mundo. La misma, valuada en quince mil dólares, iba a ser subastada, pero un empresario uruguayo pagó el monto para que la subasta no se realizara y la casaca más antigua del mundo quedará en poder del club.

### Evolución
| 1899 | 1902-1967 | 1967-1980 | 1981-1984 | 1984-1985 | 1985-1987 | 1987-1989 | 1988-1989 | 1990-1991 | 1991-1993 |

| 1993-1995 | 1998 | 1999-2000 | 2001-2002 | 2003 | 2004 | 2006 | 2009 |  | 2010 |  | 2011 |  |

| 2012-2013 | 2013-2014 | 2014-2015 | 2015-2016 | 2017 | 2018 | 2019 | 2020 | 2021 | 2022-2024 |  |

### Galería de imágenes

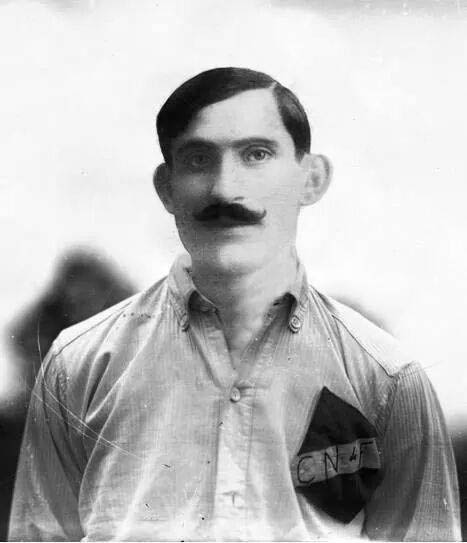
Uniforme de Nacional (años 1910)
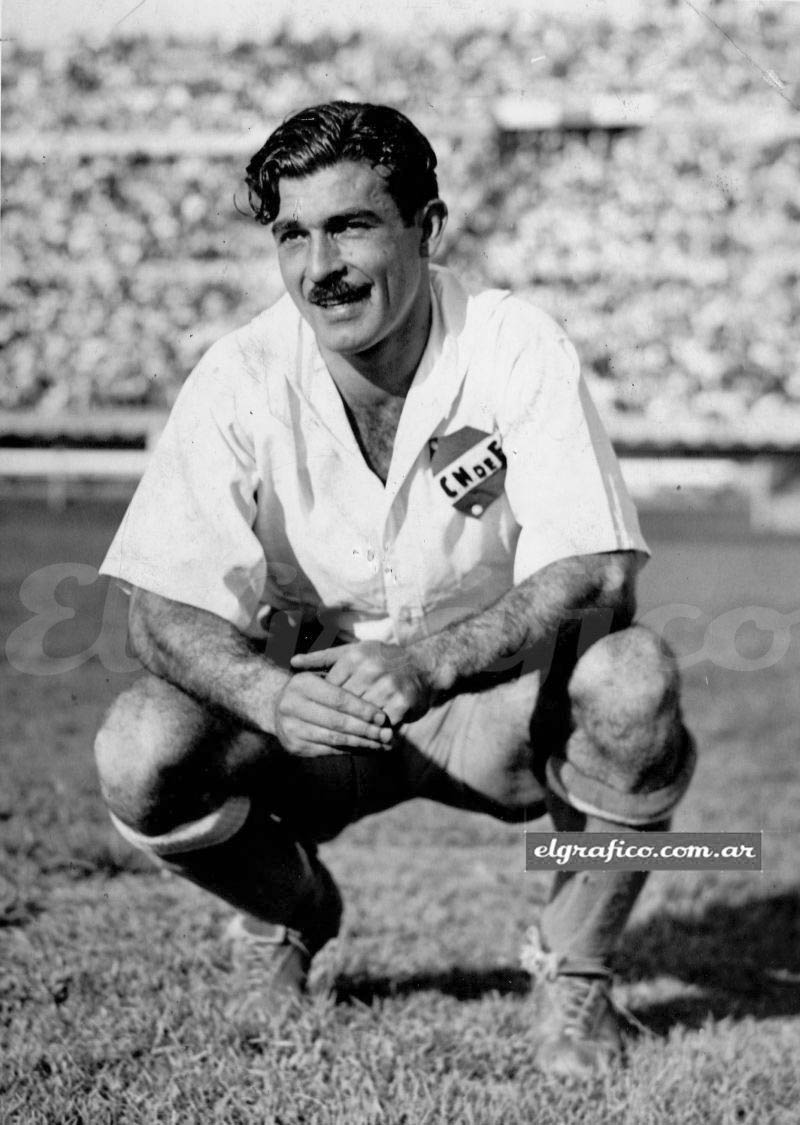
Uniforme de Nacional (años 1940)
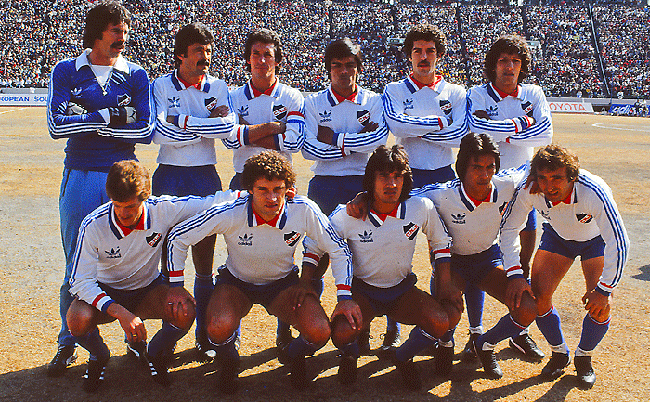
Uniforme de Nacional (1981)
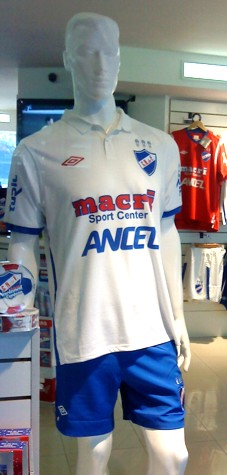
Uniforme de Nacional (2010-2011)
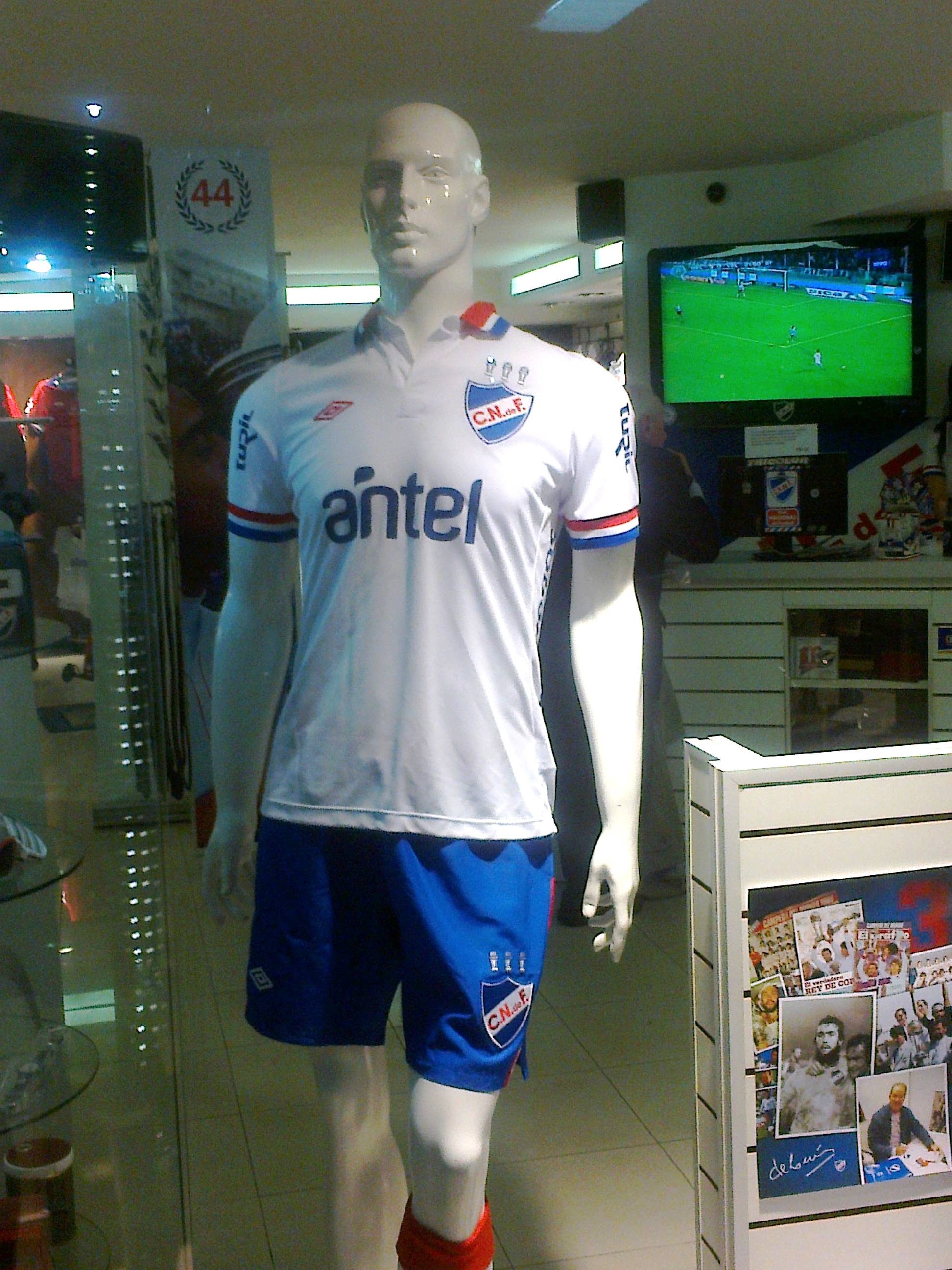
Uniforme de Nacional (2013-2014)
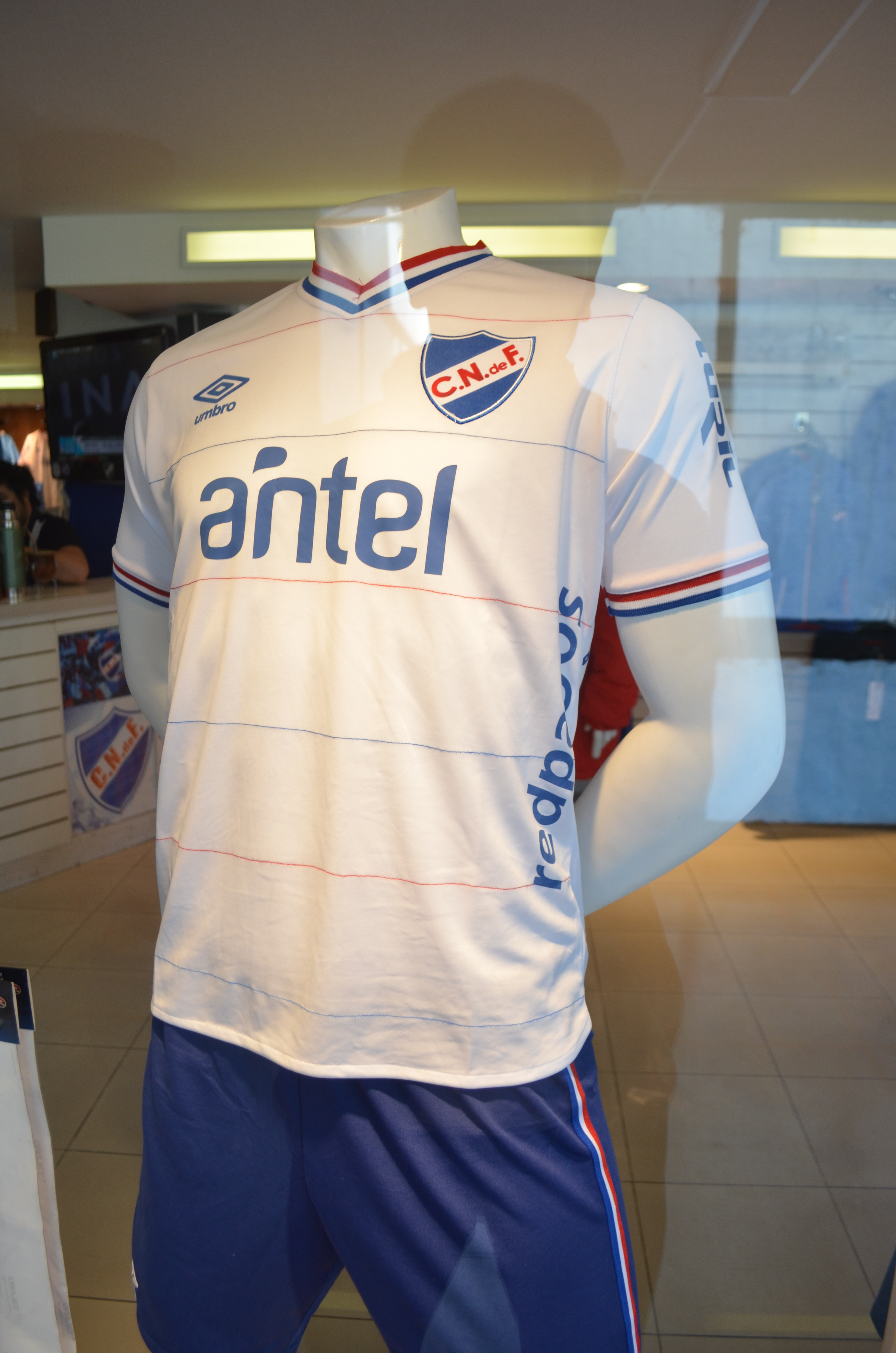
Uniforme de Nacional (2015-2016)

## Uniforme alternativo
En lo que respecta al uniforme alternativo, tradicionalmente se consideró la camiseta roja. 
En 1995, cuando Umbro era el proveedor de la indumentaria, se implementaron tres uniformes distintos, pasando la casaca roja a ser el tercer uniforme, siendo la alternativa oficial una novedosa casaca azul de fondo con una banda casi vertical roja. 
El tono azul durará algunos años más, incluso, en el año 2000 se presenta un curioso uniforme con tonos celestes y azules, que imitaban el formato de la lata de Pepsi, por entonces patrocinador principal del club. En el 2002, se restablece la roja como alternativa oficial, y desde entonces, temporada tras temporada, a pesar de los novedosos diseños, Nacional posee dos alternativas, siendo oficial la roja, y la tercera opción la azul.

### Evolución
| 1902-1993 | 1994-1995 | 1996-1997 | 1998 | 1998 | 1999-2000 | 2001 | 2009 | 2010 | 2011 |

| 2012-2013 | 2013-2014 | 2014-2015 | 2015-2016 | 2016 | 2017-2018 | 2019-2020 | 2020-2021 | 2022-2023 |

## Tercer Uniforme

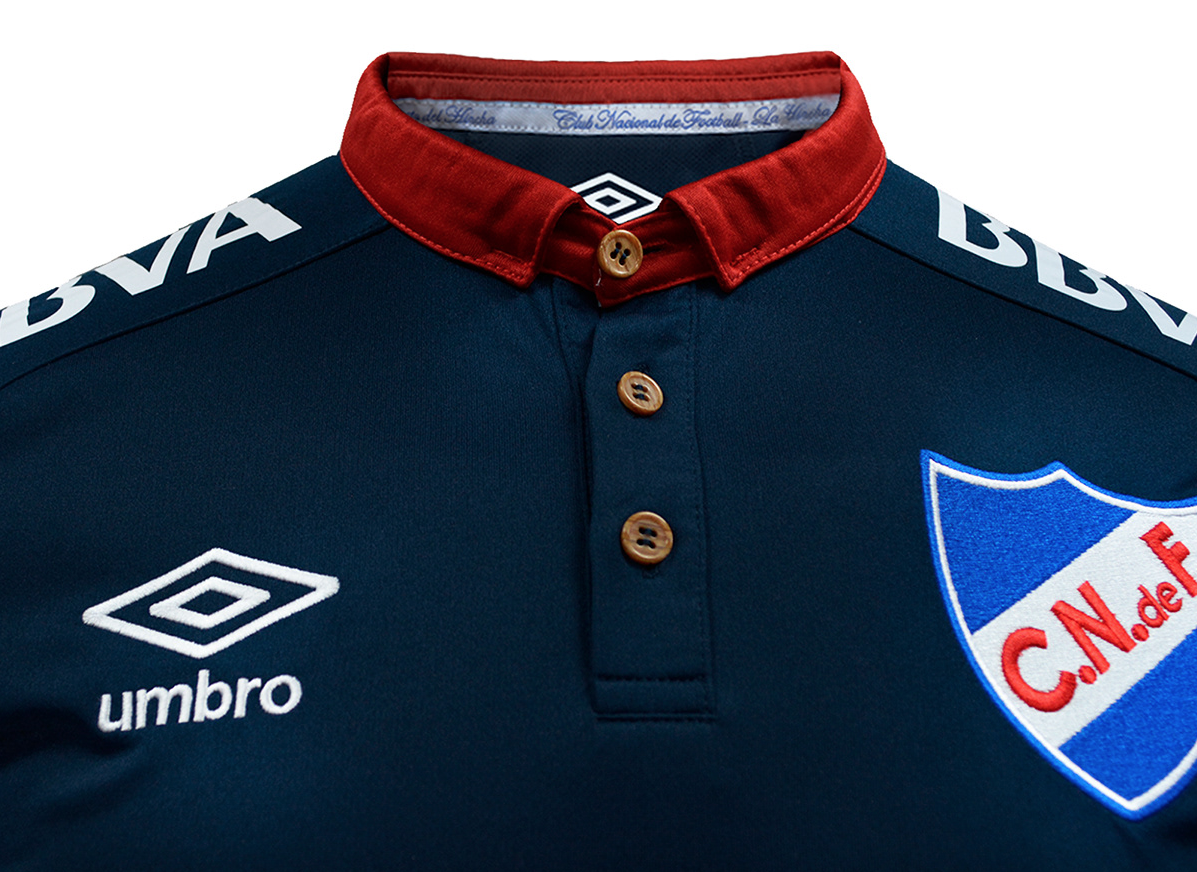
"La Camiseta del Hincha", diseñada por el socio #16884

Como tercer uniforme, se utiliza la camiseta con un predominante azul acompañado con detalles rojos y blancos.
En marzo de 2018 se realizó un concurso entre el Club Nacional de Football y Umbro para que uno de los socios del club diseñara la tercera equipación del club. Más de 600 diseños fueron presentados por los socios con gran diversidad de modelos. Cinco diseños fueron elegidos por autoridades de Nacional y Umbro y el 42% de los socios eligieron la camiseta diseñada por Ignacio Barquet, socio #16884.
La camiseta ganadora fue ideada a partir del uniforme del prócer José Gervasio Artigas, quien fuera el que inspirara los colores del club. Además, Artigas fue nombrado Jefe de los Orientales en la Quinta de la Paraguaya, terrenos donde luego se estableció el Gran Parque Central. Se alude al uniforme mediante el tono del azul, el cuello rojo cosido y el peculiar recurso de presentar botones de madera en una camiseta deportiva.
En la espalda de la camiseta luce la bandera de Artigas con la leyenda “Club Nacional de Football – Primer Equipo Criollo de América”. En el interior el cuello lleva escrito “camiseta del hincha”, y en la grifa de autenticidad de la camiseta lleva el número de socio del hincha creador de la que pasó a ser una de las camisetas alternativas más emblemáticas de la historia del club.
En 2021, el Club Nacional de Basketball adaptó este diseño para su vestimenta en los partidos de la Liga Uruguaya de Basketball.

### Evolución
| 2010 | 2011 | 2012 | 2013 | 2014 | 2015 | 2016 | 2017 | 2018-2019 | 2020 | 2021-2022 |  |

## Otras equipaciones

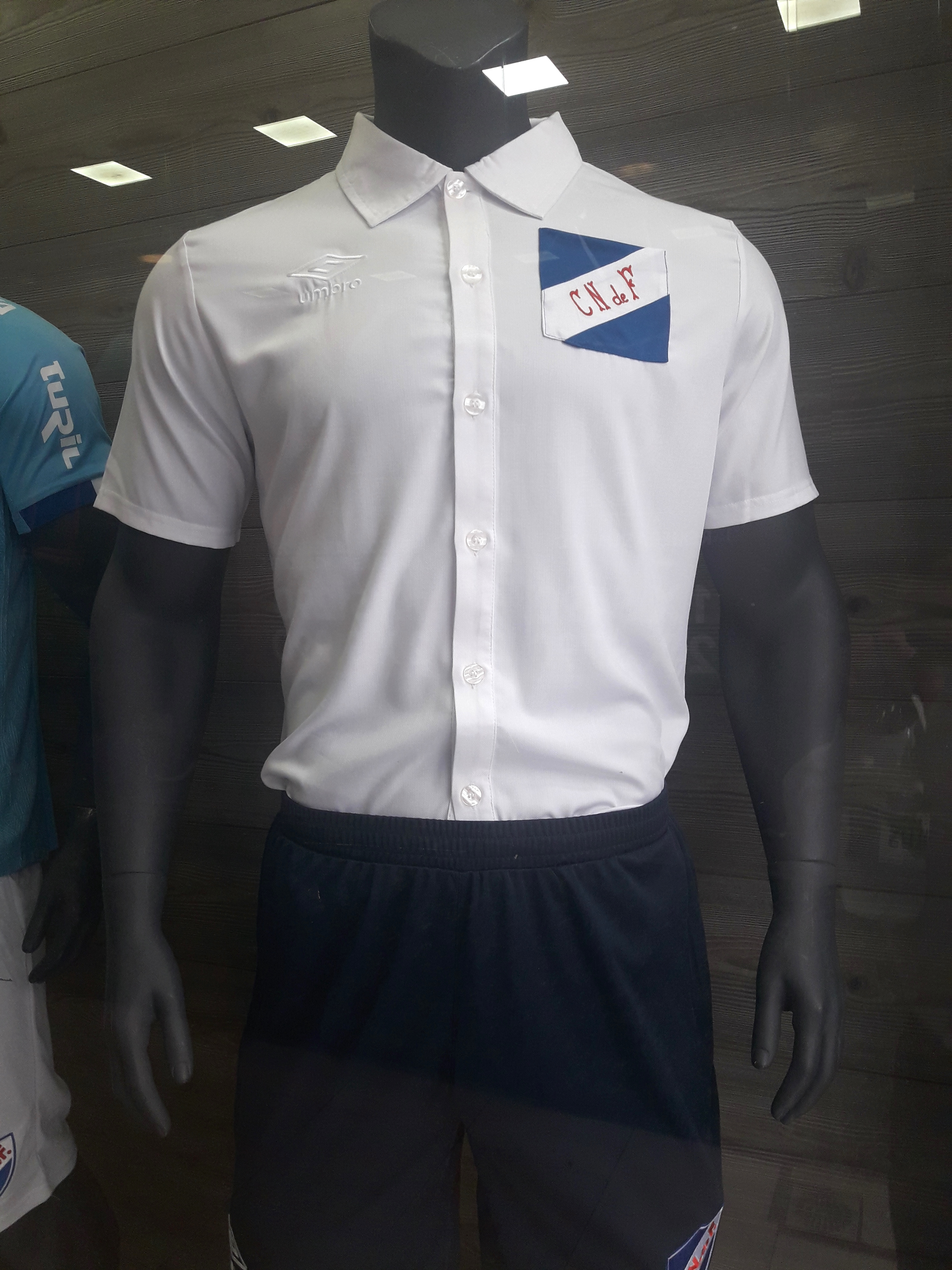
Camiseta edición especial, por los 120 años del club.

En 1906, Nacional presentó dos equipos en el Campeonato Uruguayo, y el Team B utilizaba una casaca azul y negra a franjas horizontales.
En los últimos años, durante el mes de septiembre Nacional estrena una camiseta celeste, en honor a la victoria ante Argentina en 1903. 
El 13 de septiembre de 2011, Nacional presentó una camiseta celeste en homenaje al cumplirse exactamente ciento ocho años de la primera victoria de la selección uruguaya, representada enteramente por Nacional en aquella oportunidad.
En el mes de septiembre de 2013, con motivo de la conmemoración de los 110 años de esta victoria, el club lanzó una edición limitada de la camiseta celeste, que a diferencia de las anteriores, refleja fielmente el diseño de la utilizada en 1903, adicionando una franja en diagonal de color blanco. Al igual que en el uniforme titular, sobre el escudo se incluyen las tres Copas Intercontinentales como tributo a las máximas conquistas deportivas del club, agregándose en la parte de atrás la bandera de Uruguay junto a la fecha de dicho partido.
Actualmente dicha camiseta se utiliza año tras año cuando Nacional oficia de local durante el mes de septiembre.

### Evolución
| Team B 1906 | Septiembre 2011 | Septiembre 2012 | Septiembre 2013 | Septiembre 2014 | Septiembre 2015 | Septiembre 2016 |

|  | Septiembre 2017 | Homenaje a Abdón Porte | Septiembre 2018 | Homenaje 120 años | Septiembre 2019-20 | Septiembre 2021 | Septiembre 2022 |

## Simbología
Hace varios años Nacional utiliza en sus uniformes oficiales la inscripción "Decano". Por su parte, en las últimas temporadas incorporó las tres copas intercontinentales encima del escudo, exceptuando para la temporada 2014-15, que reemplazó el tradicional escudo por el mítico "bolsillo". Para la temporada 2013-14 lució en la espalda el logo "Rey de copas", haciendo alusión a sus 21 conquistas internacionales.
En los uniformes de 2010 y 2011 se llevó un logo con un sol y el número 21, en honor a Diego "Oreja" Rodríguez, futbolista del club que falleció en un accidente automovilístico. Por otra parte, para la temporada 2011-12, el club llevó en sus uniformes el logo del Bicentenario de las Instrucciones del año XIII.
En el caso de la camiseta celeste, que Nacional utiliza desde 2011 durante el mes de septiembre, la mayoría suelen llevar alguna inscripción conmemorativa o un logo institucional, que varía en cada edición. La camiseta de 2013 llevó el lema "Somos Uruguay", mientras que la edición de 2014 tuvo un logo con la frase "Primer club criollo de América", en recuerdo de que Nacional es el primer club latinoamericano fundado por nacidos en el mismo país del club.

## Proveedores y patrocinadores
A partir de la década de los 80, Nacional comenzó a utilizar patrocinadores en sus camisetas. A lo largo de su historia, ha portado en sus uniformes los logos de empresas multinacionales de diferentes rubros, como Pepsi, Mercedes-Benz, Volkswagen, Vodafone, Goodyear, 888.com o Fox Sports. En el caso de la cadena televisiva, el acuerdo iba a ser tanto para las competiciones locales como internacionales, pero al final fue el principal patrocinador de Nacional únicamente para la Copa Libertadores.
El vínculo con la marca de bebida estadounidense Pepsi, es uno de los más recordados y significativos, ya que en lugar de ser un simple sponsoreo se trató de una campaña de marketing que incluyó publicidades en televisión, álbumes de fotos, pósteres, etcétera.
Entre 1999 y 2002, Pepsi fue el único patrocinador en el uniforme de Nacional, apareciendo su logo en más de una ocasión en la misma camiseta. 
Durante ese período, Pepsi emitió una serie de publicidades bajo el eslogan "Locura Nacional" y "La vida es siempre tricolor", en los que se buscó identificar a los hinchas Bolsos con la marca, aprovechando la similitud de colores entre la multinacional estadounidense y el tricolor.
| Período       | Logo | Proveedor     |
| ------------- | ---- | ------------- |
| 1978 - 1980   |      | Bullit        |
| 1981 - 1984   |      | Adidas        |
| 1984 - 1985   | Puma | Puma          |
| 1985 - 1987   |      | Adidas        |
| 1987 - 1989   |      | Topper        |
| 1988 - 1989   | Puma | Puma          |
| 1989          |      | Auge Deportes |
| 1990-1991     |      | Uhlsport      |
| 1991-1992     |      | Nanque        |
| 1993-1995     |      | Topper        |
| 1995-1998     |      | Umbro         |
| 1998          |      | New Balance   |
| 1998-2000     |      | Fila          |
| 2001          |      | Sporty's      |
| 2001-2004     |      | Umbro         |
| 2005          |      | Uhlsport      |
| 2006-presente |      | Umbro         |

| Período         | Patrocinador                                                                            |
| --------------- | --------------------------------------------------------------------------------------- |
| 1985 - 1986     | Anda                                                                                    |
| 1986 - 1988     | Volkswagen                                                                              |
| 1988            | Volkswagen Pluna (Copa Libertadores 1988)                                               |
| 1989 - 1991     | Unión De Bancos Uruguay                                                                 |
| 1991 - 1993     | Banesto                                                                                 |
| 1993 - 1998     | Renner                                                                                  |
| 1999 - 2002     | Pepsi                                                                                   |
| 2003            | 1899-2003 Vodafone (usado en un amistoso contra Benfica)                                |
| 2004 - 2005     | Goodyear                                                                                |
| 2006            | Uruguay Natural (Copa Libertadores 2006)                                                |
| 2006            | Mercedes-Benz Sinteplast                                                                |
| 2007            | Claldy Sinteplast                                                                       |
| 2007            | 888.com (Copa Libertadores 2007)                                                        |
| 2007 - 2008     | Macri Sport Center Sinteplast                                                           |
| 2009            | Authentic Feet (Copa Libertadores 2009)                                                 |
| 2009 - 2010     | Macri Sport Center Ancel                                                                |
| 2011 - 2012     | Macri Sport Center Antel                                                                |
| 2012            | Layout (Copa Libertadores 2012)                                                         |
| 2012 - 2022     | Antel                                                                                   |
| 2014            | socionacional.uy (Copa Libertadores 2014)                                               |
| 2015            | www.pasionlibertadores.com (Copa Libertadores 2015) Fox Sports (Copa Libertadores 2015) |
| 2016            | SOCIO #ORGULLOPARASIEMPRE (Copa Libertadores 2016)                                      |
| 2017            | Uruguay Natural (Copa libertadores 2017)                                                |
| 2023 - presente | Antel DirecTV                                                                           |

| Período       | Patrocinador                      |
| ------------- | --------------------------------- |
| 2006 - 2012   | Emergencia Uno                    |
| 2011 - 2012   | Macri Sport Center                |
| 2013 - 2015   | Emergencia Uno Conaprole Redpagos |
| 2016          | Redpagos Nissan                   |
| 2017 - 2018   | Redpagos Nissan BBVA              |
| 2018 - 2021   | Nissan BBVA                       |
| 2021 - 2024   | Renault BBVAAssist Card           |
| 2024-presente | Sarubbi BBVA Assist Card          |

| Período         | Patrocinador              |
| --------------- | ------------------------- |
| 1988-1994       | Volkswagen (short)        |
| 2003            | Ega (mangas)              |
| 2004 - 2005     | Agencia Central (mangas)  |
| 2006 - 2011     | Turil (mangas)            |
| 2008 - 2011     | Country (short)           |
| 2012 - 2016     | Turil (mangas) Tramontina |
| 2016 - presente | Turil                     |